# Cámara de fuelle

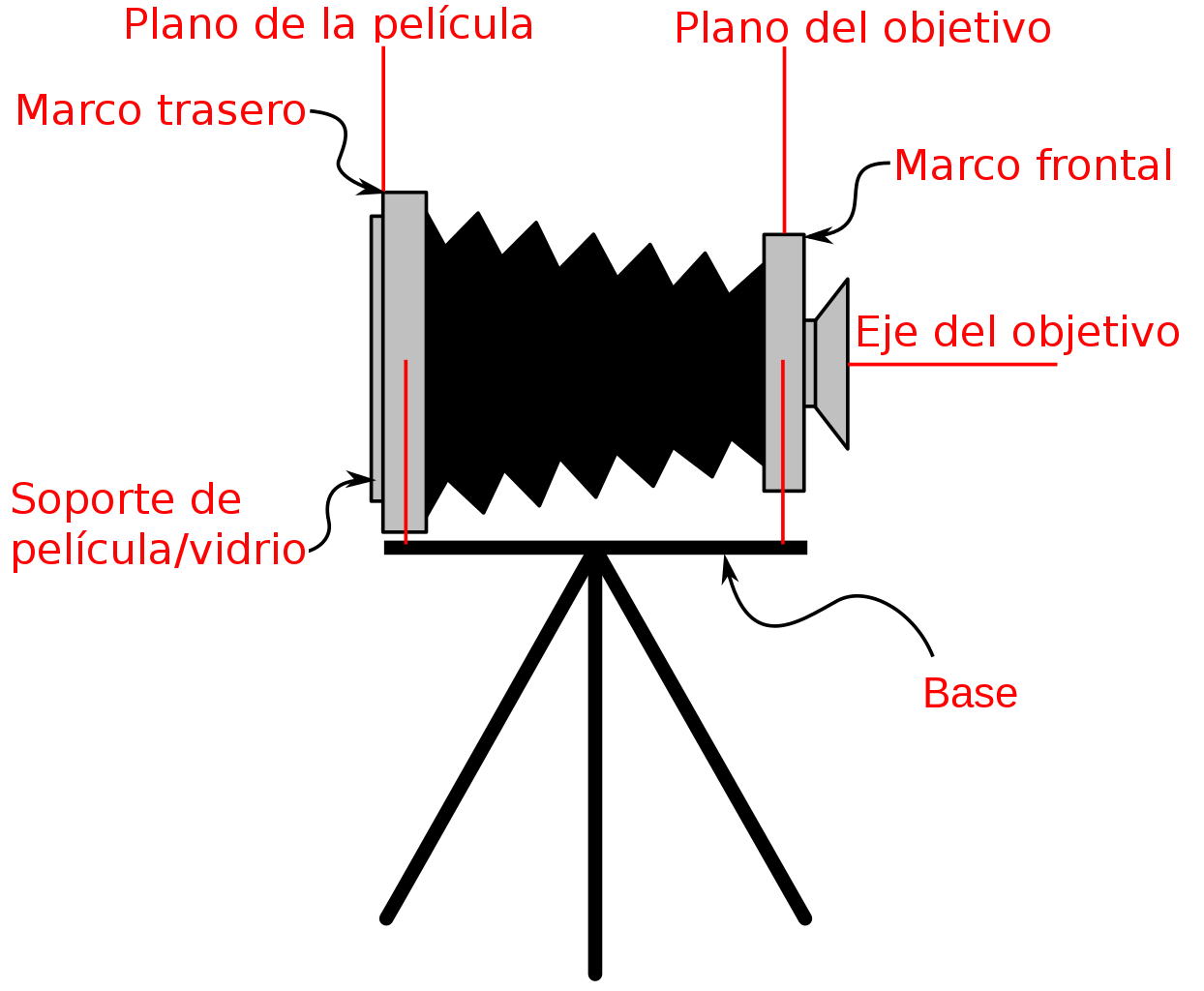
Terminología básica de una cámara de fuelle.

La cámara de fuelle es un tipo de cámara diseñada en la era del daguerrotipo (años 1840-1850) y que se mantiene en uso hoy en día, con muchas mejoras. Comprende un fuelle flexible que forma un sello hermético a la luz entre dos marcos ajustables, uno de los cuales sostiene el objetivo, y el otro el visor o el soporte de la película fotográfica.
El fuelle es flexible, con un plegado tipo acordeón. Cubre el espacio entre el objetivo y la película, y se flexiona para acomodar los movimientos los marcos. El marco frontal es una placa en el frente de la cámara que sostiene el objetivo y, normalmente, un obturador.
En el otro lado del fuelle, el marco trasero es una placa que sostiene un vidrio esmerilado, usado para enfocar y componer la imagen antes de la exposición, y es reemplazado por un marco que contiene la película sensitiva a la luz, una placa fotográfica o un sensor de imagen, para realizar la toma. Los marcos frontales y traseros pueden moverse de varias formas en relación uno con el otro, al contrario que en la mayoría de los otros tipos de cámaras. Esto permite controlar el enfoque, profundidad de campo y perspectiva. La cámara es usada normalmente con un trípode u otro soporte.